# Hyacinthe Richaud
Pour les articles homonymes, voir Richaud.
Hyacinthe Richaud, né le 30 décembre 1757 à Faucon (Provence), et décédé le 22 avril 1822 à Versailles (Yvelines), est un homme politique français.

## Biographie
- Membre du Conseil Général du District de Versailles en 1790.
- Maire de Versailles en 1791.
- Élu député suppléant à la Convention nationale par le département de Seine-et-Oise en septembre 1792, il est admis à siéger le 21 février 1793 en remplacement d'Armand de Kersaint, démissionnaire.
- Il est ensuite élu au Conseil des Cinq-Cents.
- Représentant de l'arrondissement de Versailles à la Chambre des Cent-Jours le 11 mai 1815

Il est inhumé au cimetière de Montreuil à Versailles.  
L'ancien hôpital de Versailles porte son nom.  
Un tableau de Jules Rigo, Dévouement héroïque de Hyacinthe Richaud, montre le maire de Versailles tentant d'empêcher un massacre de prisonniers le 9 septembre 1792 à Versailles durant la Terreur. Ce tableau est visible au musée Lambinet à Versailles.  
Hyacinthe Richaud est l'arrière-grand-père de Paul Richaud (1887-1968), cardinal archevêque de Bordeaux.